# Jiefang C-10
Jiefang C-10 sau Jiefang CA 10 a fost un camion produs de FAW Jiefang din 1956 până în 1992. În jur de 300.000 de camioane au fost produse și vândute, unele dintre ele fiind utilizate de armata chineză. Camionul se baza în cea mai mare parte pe camioanele ZIS-150 și SR-101. Camionul a fost primul camion produs în China și, prin urmare, a fost foarte popular și a fost destinat atât piețelor civile, cât și piețelor militare. Numerele de producție ale camionului sunt separate de 800.000 ZIS-150 vândute și 56.000 SR-101 vândute. Asta înseamnă că în total au fost produse 1 milion de camioane ZIS-150 și derivatele sale.

## Istoric
Armata chineză nu avea niciun camion produs în China continentală și toate camioanele folosite de militari erau importate din alte țări, în special din Uniunea Sovietică. În 1950, guvernul chinez a decis să încheie un acord cu ZIS pentru a produce ZIS-150 în China. În 1956 au început să producă camionul sub numele de camion Jiefang C-10. A fost vândut atât pe piețele civile, cât și pe cele militare. În primele luni de la lansare, au fost produse și vândute aproximativ 5.000 de camioane.
În 1956, aproximativ 15.000 de unități ale camionului au fost produse și vândute, iar camionul a devenit rapid o vedere obișnuită în China. În 1958, ZIS-150 a fost întrerupt, iar în 1962, SR 101 a fost întrerupt. În 1975 au fost produse și vândute în jur de 30.000 de unități, iar vehiculul era singurul vehicul derivat din ZIS-150 care era încă în producție. În 1992 camionul a fost întrerupt și a fost înlocuit cu camionul Jiefang C-141.